# Арман Сезари
«Арман Сезари» (фр. Stade Armand-Cesari) — стадион футбольного клуба «Бастия». Также известен как «Стад де Фюрьяни» (фр. Stade de Furiani). Главный стадион острова Корсика, Франция. Вместимость арены составляет 16 480 зрителей.

## История
«Арман Сезари» был торжественно открыт 16 октября 1932 года в городе Бастия на Корсике, Франция. Стадион принадлежит администрации города. В 1992 году арена принимала полуфинальный матч Кубка Франции по футболу, во время которого произошла трагедия. На стадионе обрушилась одна из временных трибун, в результате чего погибло 18 человек и более 2 300 получили ранения.
В 1978 году стадиону предстояло принимать матчи Кубка УЕФА. На тот момент стадион был абсолютно устаревший и даже опасный, он вмещал не более 12 000 зрителей. Тогда «Бастия» дошла до финала, где им противостоял ПСВ. В тот день на Корсику обрушились ливни, а на финальную игру пришло около 15 000 болельщиков. Несмотря на толкучку и плохие условия для просмотра матча, большинство болельщиков оставались на стадионе и стоя поддерживали свою команду. Матч завершился вничью 0:0. Ответная игра в Эйндховене закончилась 3:0 в пользу ПСВ, который и выиграл Кубок УЕФА.
В 2011 году закончилась реконструкция стадиона, после которой вместимость арены увеличилась до 16 480 мест.